# デストルドー
デストルドー（英語: destrudoまたはdeath drive、ドイツ語：Todestrieb （トーデストリープ））とは、ジークムント・フロイトの提唱した精神分析学用語で、死へ向かおうとする欲動のこと。タナトス（英語: Thanatos）もほぼ同義で、死の神であるタナトスの神話に由来する。

## 訳語の問題
フロイトはTodestriebと対のようにLebenstriebという語を用いたが、日本語ではともに「死の本能」「生の本能（エロス）」と訳されることが多い。しかしながら本能には「遺伝的に組み込まれた行動パターン」という意味合いが強くTriebをそのように訳すのは誤解を招きかねない面があり、彼は本能(Instinkt)と別に、自我に対して何かに駆りたてさせる衝動という意味でTriebを使ったとされる。英仏訳でも誤りが指摘され、訂正が施されたが日本語訳ではまだ「本能」と訳されていることも多い。
日本語訳でも広まりつつある「欲動」または「衝動」という訳語に意義があるのは、それにより本人の葛藤に焦点が当てられることになるからである。患者はしばしば「死にたい」という言葉を発するが、「死の本能」でなく「死の欲動」と訳すことにより、「死にたい気持ちに駆られる」と言わしめるもの、フロイトが「生の欲動」「死の欲動」の二元論で説明しようとしたものは臨床現場で頻繁に聞かれる「死にたい気持ち」と「生きたい気持ち」の間の葛藤としてうまく説明することができるものである。

## フロイトの説
「死の欲動」概念を展開する前のフロイトは、「愛する者の死を願う」といった両価的感情を伴う殺害願望から自殺を説明しようとした。つまり「攻撃性（Aggression）」の内向という解釈であるが、この時点では説自体は「生の欲動」の従属的位置にとどまる。一方彼の「破壊性（Destruction）」という言葉も混乱を招きやすかった。
「死の欲動」以前の攻撃性の説明はとても複雑である。例えば1905年に発表された『性理論三篇』においてはリビドーには本質的にサディズム・マゾヒズム的な性質が付随しているといわれた。また『精神分析学入門』時代においては、フロイトは無意識と意識の対立という構造で考えていたので、人間の本質的エネルギーであるリビドー（性欲動）に対抗するものとして、自我保存欲動を想定していた。この自我保存欲動は、外界の危険や不快な状態から避けるためにリビドーに対抗する場合がある。その場合に支配感情や攻撃性が露にされたりすると考えられていた。
また精神分析の臨床においても、「死の欲動」のようなものは陰性治癒反応（分析に反抗して医師に抵抗したり症状をむしろ悪化させること）から想定されたが、それがいったい何によって引き起こされているのは謎であった。
このような精神分析の状況の中で、フロイトが最初に「死の欲動」という語を用いたのは1920年に著した『快楽原則の彼岸』である。彼は人間の精神生活にある無意識的な自己破壊的・自己処罰的傾向に注目した。この時期に彼の考え方は「快楽が生」から「死の欲動との闘いが生」へと大きく転換したとされる。彼は神経症における強迫観念、第一次世界大戦帰還兵の心的外傷のフラッシュバック現象、少女の「いる・いない」遊び観察で見られた不快なはずの母の不在の反復などから、従来の持論であった快感原則からは説明できない心理を見出した。死の欲動理論はそれ以後のフロイト理論を改定する大きなきっかけとなっていく。
以下、『死の欲動―臨床人間学ノート』112-114頁から、フロイトにおける「死の欲動」の要約を抜き出す。
自我が抵抗しがたい衝動である。
衝動の存在に通常自我は気付きにくく、無言の内に支配される。快楽原則に従わず反復そのものを目的とし、エネルギーが尽きるまで繰り返される。それは強大なエネルギーで日常的なものではなく、自我はその前に無力である。
最も蒼古的（原初的）な欲動である。
死の欲動は個体発生上、最も古い欲動とされた。退行の究極点であり生命発生以前の原初への回帰を目的とする。それは生死や存在非存在の区別もなく明示的言語で表現するのは困難なので「死」というメタファーでフロイトは命名した。ただし人間の「死」のイメージとは関係なく非生命に向かうという意味でしかない。欲動はこの地点から巨大な破壊エネルギーを手に入れる。
「悪魔的」な生命の破壊衝動である。
自己と他者の区別無く反復強迫的に無意味に生命破壊を目指す。また「生の欲動」に先立つ。フロイトは死の欲動をエロスによって容易に懐柔されることはないと考えた。憎しみのような攻撃的衝動はエロスの一属性としても理解し得るが、愛と憎しみを超えたところに破壊衝動を想定した。
死の欲動はフロイトの『快感原則の彼岸』や『自我やエス』から見ると、一般的にはリビドーとの混合で対象に備給されると書かれている。しかしその死の欲動が多くなると、サディズムやマゾヒズムのような形態として現れることもある。また死の欲動は肉体の筋肉活動を通じて発散されることもある。それが身体の怒りの発作として確認される。
精神分析の臨床では死の欲動を確認する術は少ないとフロイト自身言っている。事実この概念を想定するのはマゾヒズムやサディズムの発生機序や、陰性治癒反応、それに外傷神経症という夢の願望充足の例外を捉えるためである。しかしこの概念は超自我の破壊性を説明するものとして考えられており（エディプスコンプレックスを通して父親からの去勢不安や父親自身への子供の怒りが超自我という分裂した自我に引き継がれて、死の欲動は子供の中心的な自我から分裂して存在するという理論）、それ故にフロイトにおいては重要なものとして後年まで考えられた。

## 後継者の発展
ポール・フェダーンは最重度のメランコリーに「死の欲動」が観察されるとし、同様の指摘はしばしばなされる。フロイトの弟子にも受け入れた者はいたが、しかし大勢ではフロイトの「死の欲動」概念は批判が多く、フロイト死後になってから、死の欲動の考えを取り入れた学者達により新たな展開がなされてゆく。継承発展させた人物はメラニー・クライン、ジャック・ラカンが代表的である。
現代では「死の欲動」という概念は精神分析の臨床では用いられにくく、むしろ「攻撃性」それ自体が本質的なものとして考えられている。それは臨床において現れるのは「死の欲動」という概念ではなく、むしろ医師への攻撃的な反応や怒りだからである。また自傷行為や自罰行為も見られ、このことから「攻撃的なもの」としての死の欲動の概念が深く考えられるようになった。
対象関係論においてはリビドーと攻撃性が非常に重要である。特にメラニー・クラインやその後継者においては不安や迫害妄想に焦点が当てられている。精神病の患者自身を破壊する幻聴などの源泉として死の欲動が援用される。死の欲動や分裂した悪い自我部分は投影性同一視として、幻覚や幻聴を通して患者に帰ってくるという考え方などが言われている。
それに対して自我心理学では死の欲動を広範囲の攻撃性として捉えている。これはハインツ・ハルトマンやエルンスト・クリスによって主張されたもので、そもそもフロイトにおいて死の欲動に相当する攻撃性が適切に把握されていなかったので（年代において言うことが異なる）、それを自我との関連で統合的に捉えた結果、死の欲動はそれ自体は確認されず、むしろ自我の攻撃性や支配性向などとして活用されるとしている。また「死の欲動」を攻撃性と捉えると、「攻撃的な」という概念は何にでも当てはまるので（例えば友達との競争や何かに勝ちたいという気持ち、それに所有する欲求など）、そもそもの概念に疑問符が付されたりもした。
そして自己心理学においては、死の欲動はあくまでも自己の崩壊産物であり、その本質は自己主張的な性質として、人間の正常な活力として考えられている。攻撃性は本来適切な欲求や感情なのである。しかし患者や他人が適切に反応してくれないと、患者は自己がばらばらになり、その欲求不満を憤怒として表す。これが典型的な攻撃性によって現れる自己愛憤怒である。これに付随して抑うつや自傷行為やサディズム・マゾヒズムが生じる。このようにそもそも自己心理学では本質的な攻撃性と、二次的な自己の破壊産物である攻撃性を分ける。そしてフロイトの想定した「死の欲動」は心理的な活力という概念に置き換えられて把握されている。